# Свята Багамських Островів
Свята Багамських Островів:

## Державні свята
- 1 січня: Новий Рік
- 10 січня: День більшості[2]
- (змінюється) Страсна п'ятниця
- (змінюється) Пасхальний понеділок
- (змінюється) Духів день
- 7 червня: День праці
- 10 липня: День Незалежності
- 5 серпня: День емансипації
- 12 жовтня: День Національних Героїв
- 25 грудня: Різдво
- 26 грудня: День подарунків